# Ivan Nastović
Ivan Nastović (Vrtište, 1932. – Beograd, 28. srpnja 2013.), srbijanski klinički psiholog i psihoterapeut.
Učenik je Leopolda Szondia. Završio je jednogodišnju specijalizaciju na Neuropsihijatrijskoj klinici u Beču i dvogodišnju specijalizaciju na Szondievom institutu u Zürichu, pri čemu je proveo i četiri mjeseca na Jungovu institutu.

## Knjige
- Neurotski sindrom, 1980.
- Ego-psihologija psihopatije, 1981.
- Dubinsko-psihološki dijagnostički praktikum - Teorija i praksa dubinske psihologije, 1985.
- Psihopatalogija Ega, 1988.
- Ego-psihologij psihopatalogije, 1989.
- Snovi - Psihologija snova i njihovo tumačenje, 2000.
- Arhetipski svet Desanke Maksimović, 2003.
- Anima Laze Kostića, 2004.

## Vanjske poveznice
- Osobna stranica
- Interview za Vreme  Arhivirana inačica izvorne stranice od 4. siječnja 2005. (Wayback Machine)
- Interview za subnovine.co.yu  Arhivirana inačica izvorne stranice od 24. ožujka 2003. (Wayback Machine)